# Charles Ferdinand Ramuz
Charles-Ferdinand Ramuz (Lausana, 24 de septiembre de 1878 - Pully, 23 de mayo de 1947) fue el más célebre escritor suizo en lengua francesa de su tiempo.

## Trayectoria
Ramuz nació en Lausana en el cantón de Vaud. Era nieto de campesinos e hijo de comerciantes, y fue educado en un instituto. Estudió a continuación letras en la Universidad de Lausana, 1897-1900. Inició pronto un diario, en 1895, que mantuvo a lo largo de su vida. Dio clases por corto tiempo en la cercana Aubonne y más tarde en Weimar, Alemania. 
En 1903, se trasladó a París donde permaneció hasta la Primera Guerra Mundial, pero viajando frecuentemente a Suiza, que llegó a conocer muy bien. 
Su obra es muy extensa, y fue muy bien valorada por los grandes escritores de entonces (Gide, Aragón, Cocteau, Claudel, Zweig); luego, Juan Rulfo dijo que le habría gustado escribir Derborence, por su sobriedad y precisión. En 1903, Ramuz publicó Le petit village, una colección de poemas. Fundó con otros poetas La voie latine, revista francófona, pues ese aspecto, por encima del nacionalismo, está muy presente en sus escritos. Empieza a encontrar su estilo con Aline, 1905. y Jean-Luc persécuté, 1908. Más aún con la redacción de Aimé Pache, en 1911, y Vie de Samuel Belet, en 1913. 
En 1914, Ramuz regresó a Suiza, donde se retiró para dedicarse a escribir sobre la naturaleza, su poder y destrucción, sobre su peso sobre los hombres de la montaña, cuyos tipos dibuja colectivamente, sin quererles dar un toque psicológico. Destacan Terre du ciel, Le règne de l'esprit maligne, ambos de 1922; así como La grande peure dans la montagne, 1925, y Derborence, de 1934, sus dos novelas más conocidas, en las que late una especie de simbolismo natural de carácter trágico, cerca del fluir de una vida al lado y dependiente de un paisaje acechante.
Después se destacó por una serie de cuatro ensayos, donde Ramuz volcó su experiencia vital. Destaca, por otro lado, que desde 1915 inició una profunda amistad con Stravinsky; y que escribió la Historia de un soldado, que este puso música en 1918.
Fue galardonado en 1929 con el Prix Romand, que dio cierta holgura a su vida. Murió en Pully, cerca de Lausana en el año 1947. La Fundación C.F. Ramuz en Pully, otorga el Gran Premio C.F. Ramuz. Pero, sobre todo, su ejemplo como escritor empeñado por concebir un gran relato con pocos medios perdura.

## Obra

### Publicada en vida
- 1903 Le Petit Village, Ginebra, Ch. Eggimann, poemas.
- 1904 «Cinq poèmes en prose» y «Le Lac», en la obra colectiva Les Pénates d'argile, Ginebra, Ch. Eggimann.
- 1905 Aline, París, Didier, Perrin; Lausana, Payot.
- 1906 La Grande Guerre du Sondrebond, Ginebra, A. Jullien.
- 1907 Les Circonstances de la vie, París, Librairie Académique Perrin; Lausana, Payot.
- 1908 Le Village dans la montagne, Lausana, Payot.
- 1908 Jean-Luc persécuté, París, Librairie Académique Perrin; Lausana, Payot.
- 1910 Nouvelles et Morceaux, Lausana, Payot.
- 1911 Aimé Pache, peintre vaudois, París, Arthème Fayard; Lausana, Payot.
- 1913 Vie de Samuel Belet, París, Librairie Ollendorf; Lausana, Payot.
- 1914 Raison d’être, Lausana, C. Tarin (Cahiers vaudois).
- 1914 Adieu à beaucoup de personnages et autres morceaux, Lausana, Cahiers vaudois.
- 1914 « L’Exemple de Cézanne », en el Cahier vaudois titulado Par le pays
- 1914 Chansons, Lausana, C. Tarin (Cahiers vaudois).
- 1915 La Guerre dans le Haut-Pays, Lausana, C. Tarin (Cahiers vaudois).
- 1917 Le Règne de l'esprit malin, Lausana, Cahiers vaudois.baljeet
- 1917 Le Grand Printemps, Lausana,  Cahiers vaudois.
- 1917 La Guérison des maladies Lausana, Cahiers vaudois.
- 1919 Les Signes parmi nous, Lausana, Cahiers vaudois.
- 1920 Histoire du soldat,  Lausana, Cahiers vaudois, teatro musical, música de Igor Stravinski).
- 1920 Chant de notre Rhône, Ginebra, Georg.
- 1921 Salutation paysanne et autres morceaux, Ginebra, Georg.
- 1921 Terre du ciel, édité par les soins de l'auteur; Ginebra, Georg ; París, G.Crès.
- 1922 Présence de la mort, Ginebra, Georg.
- 1922  La Séparation des races, París, Editions du Monde nouveau.
- 1923 Passage du poète, editado por Ramuz, Ginebra, Georg; París, du Siècle. Rehecho como Fête des Vignerons, 1929, Horizons de France.
- 1925 L'Amour du monde, París, Plon.
- 1925  Le Cirque, París, Georg.
- 1925/1926 La Grande Peur dans la montagne, en revista (1925), en volumen 1926 (París, Bernard Grasset)
- 1927 La Beauté sur la terre, Lausana, Mermod.
- 1927 Vendanges, Lausana, Verseau.
- 1928 Forains, Lausana, Mermod.
- 1928 Six cahiers (con Remarques, Souvenirs sur Igor Strawinsky, Lettre à un éditeur, Seconde lettre), Lausana, Mermod, octubre de 1928 - marzo de 1929.
- 1932 Farinet ou la fausse monnaie, Lausana, Mermod (Aujourd'hui).
- 1932 Hommage au Major, en Thomas de Quincey, Jeanne d'Arc, Lausana, Mermod (Aujourd'hui)
- 1932 Portes du lac, Ginebra, Portique.
- 1932 Adam y Eve, Lausana, Mermod (Aujourd'hui).
- 1933 Une main, París, Bernard Grasset.
- 1933 Taille de l’homme, Lausana, Aujourd'hui.
- 1934 Derborence, Lausana, Aujourd'hui.
- 1935 Questions, Lausana, Aujourd'hui.
- 1936 La Suisse romande, Grenoble, B. Arthaud.
- 1936 Le Garçon savoyard, Lausana, Mermod.
- 1937 Besoin de grandeur, Lausana, Mermod.
- 1937 Si le soleil ne revenait pas, Lausana, Mermod.
- 1938 París, notes d'un Vaudois, Lausana, Mermod.
- 1938 Une province qui n'en est pas une, París, Bernard Grasset.
- 1939 Découverte du monde, Lausana, Mermod.
- 1940 L'Année vigneronne, Ginebra, H. Sack.
- 1940-1941 Œuvres complètes en 20 vols., Lausana, Mermod.
- 1942 La Guerre aux papiers, Lausana, Mermod.
- 1943 con Igor Strawinski: Noces et autres histoires russes, Neuchâtel : Ides et Calendes. Reed. : PUF, 2007,
- 1943 Pays de Vaud, Lausana, Jean Marguerat.
- 1943 Vues sur le Valais, Bâle et Olten, Urs Graf, con fotografías.
- 1943 René Auberjonois, Lausana, Mermod, sobre ese pintor.
- 1944 Nouvelles, Lausana, Mermod.
- 1946 Les Servants et autres Nouvelles, Lausana, Mermod.

### Póstuma
- 1947 Carnet de C.F. Ramuz. Phrases notées au hasard des lectures, Lausana, Mermod.
- 1948 Les grands moments du XXe siècle français, Lausana, Mermod.
- 1949 Fin de vie, Lausana, La Guilde du livre.
- 1949 Journal. Dernières pages 1942-1947, Lausana, Mermod.
- 1951 L'exemple de Cézanne, suivi de Pages sur Cézanne, Lausana, Mermod.
- 1951 Chant de Pâques, Lausana, La Guilde du livre.
- 1951 Le village brûlé, Lausana, La Guilde du livre.
- 1956 Lettres 1900-1918, Lausana, La Guilde du livre; Clairefontaine.
- 1959 Lettres 1919-1947, Étoy, Vaud; París; Lausana, Les Chantres; Grasset; La Guilde du livre.
- 1967 C.F. Ramuz, ses amis et son temps, Lausana, París, Bibliothèque des Arts, 1967-1970.
- 1975 La vie meilleure / Les âmes dans le glacier, Lausana, Couleurs Eugène Cordey.
- 1982 Nouvelles, croquis, morceaux, Ginebra: Slatkine, 1982-1983. 3 vol.
- 1984 Aujourd'hui: revue littéraire dirigée par C.F. Ramuz et Gustave Roud, Genève: Slatkine.
- 1984 Critiques d'art, Ginebra, Slatkine.
- 1986 A propos de tout, Ginebra, Slatkine.
- 1987 Critiques littéraires, Ginebra, Slatkine.
- 1989 Correspondance Ansermet / Ramuz (1906-1941), Ginebra, Georg; París, Eshel.
- 1990 Montée au Grand Saint-Bernard, Rezé, Séquences.
- 1992 Le gros poisson du lac (texto de 1914), Rezé, Séquences.
- 1999 Notes du Louvre 1902-1903, Cossonay-Ville, Plaisir de Lire.

### Traducciones
- Juan Lucas, Barcelona, Juventud, 1947.
- Aline, Barcelona, Juventud, 1965.
- El gran miedo en la montaña, Barcelona, Montesinos, 1988.
- Derborence, Barcelona, Nortesur, 2008.
- Voces de la montaña, Santiago de Chile, Chancacazo, 2013. [traducción de Nouvelles y Les Servants et autres Nouvelles]

- Datos: Q123635
- Multimedia: Charles Ferdinand Ramuz / Q123635
- Citas célebres: Ramuz